# تپه پرچستان ۲
تپه پرچستان ۲ مربوط به دوره عیلامیان است و در شهرستان ایذه، بخش مرکزی، دهستان حومه شرقی، روستای پرچستان واقع شده و این اثر در تاریخ ۲۶ اسفند ۱۳۸۷ با شمارهٔ ثبت ۲۵۹۶۴ به‌عنوان یکی از آثار ملی ایران به ثبت رسیده است.